# Acantharctia bivittata
Acantharctia bivittata är en fjärilsart som beskrevs av Butler 1898. Acantharctia bivittata ingår i släktet Acantharctia och familjen björnspinnare. Inga underarter finns listade i Catalogue of Life.